# Tara (Irtych)
Pour les articles homonymes, voir Tara.
La Tara (en russe : Тара) est une rivière de Russie qui coule dans les oblasts de Novossibirsk et d'Omsk. C'est un affluent de l'Irtych en rive droite. La rivière est donc un sous-affluent de l'Ob.

## Géographie
La longueur de la Tara est de 806 kilomètres. Son bassin s'étend sur quelque 17 000 km2.
La Tara prend sa source à plus ou moins 140 mètres d'altitude, dans les marais de Vassiougan, immenses marécages situés dans l'interfluve Ob-Irtych, au centre-sud de la plaine de Sibérie occidentale, dans la partie nord de l'Oblast de Novossibirsk, non loin de celui de Tomsk.
Dès sa naissance, la rivière s'oriente vers l'ouest. Elle coule grosso modo parallèlement à la rivière Om, mais plus ou moins 120 kilomètres plus au nord. Dans son cours moyen, elle quitte la zone des marais et coule alors dans la steppe de Barabinsk, région beaucoup plus sèche. Elle franchit aussi la limite de l'oblast d'Omsk. Dans son cours inférieur, peu avant son confluent avec l'Irtych, elle change d'orientation, et prend la direction du nord-ouest. Elle parcourt ainsi encore quelque 25 kilomètres parallèlement à l'Irtych, et finit par se jeter dans ce dernier au niveau de la localité d'Oust-Tara. L'embouchure de la rivière se trouve à deux bonnes centaines de kilomètres au nord-nord-est de la grande ville d'Omsk, et à une trentaine de kilomètres en amont de la ville de Tara, ville jadis située au niveau du confluent, mais qui, à la suite d'une modification des cours des deux rivières, se trouve aujourd'hui sur la rive de l'Irtych.

## Affluents
- L'affluent principal de la Tara est la rivière Maïzas qui conflue en rive droite.
- Il faut également citer l'Itcha (rive droite également).

## Hydrométrie - Les débits mensuels à Mouromtchevo
Le débit de la rivière a été observé pendant 48 ans (durant la période 1936-1990) à Mouromtchevo, localité située à une cinquantaine de kilomètres en amont de son confluent avec l'Irtych . 
A Mouromtchevo, le débit inter annuel moyen ou module observé sur cette période était de 41,4 m3/s pour une surface de drainage de 16 400 km2, soit la presque totalité du bassin versant de la rivière. La lame d'eau écoulée dans ce bassin versant se monte ainsi à 78 millimètres par an, ce qui peut être considéré comme faible.
Rivière alimentée en grande partie par la fonte des neiges, la Tara est un cours d'eau de régime nival de plaine qui présente globalement deux saisons. 
Les hautes eaux se déroulent du mois d'avril au mois de juin, ce qui correspond au dégel et à la fonte des neiges de son bassin. Dès le mois de juillet, le débit de la rivière baisse rapidement, ce qui mène à la période des basses eaux. Celle-ci a lieu d'août à mars inclus, avec cependant une très légère reprise du débit en fin d'automne (octobre et novembre) qui traduit la moindre évaporation et les précipitations, plus fortes durant cette saison et tombant encore sous forme de pluie. Mais la rivière conserve durant toute la période des basses eaux un débit assez consistant, les marais étendus jouant un rôle stabilisant. 
Le débit moyen mensuel observé en mars (minimum d'étiage) est de 9,66 m3/s, soit à peine 6 % du débit moyen du mois de mai (162 m3/s), ce qui témoigne de l'amplitude importante des variations saisonnières. Sur la durée d'observation de 48 ans, le débit mensuel minimal a été de 4,5 m3/s (septembre 1940), tandis que le débit mensuel maximal s'élevait à 400 m3/s (juin 1941).
En considérant la seule période estivale, la plus importante car libre de glaces (de mai à octobre inclus), le débit mensuel minimal observé a été de 4,56 m3/s en septembre 1940. Mais il s'agissait d'une année exceptionnelle ; un débit estival inférieur à 10 m3/s est en effet fort rare. 

## Gel et navigabilité
La Tara gèle fin octobre-début novembre, et reste prise par les glaces jusque fin avril, voire début mai.
La rivière est navigable sur plus ou moins 350 kilomètres, depuis le village de Kychtovka, un peu en amont du confluent de la Maïzas, jusqu'à la fin de son parcours à Oust-Tara.